# پزشک مرد (فیلم)
پزشک مرد (انگلیسی: Medicine Man) فیلمی در ژانر ماجراجویی به کارگردانی جان مک‌تیرنان است که در سال ۱۹۹۲ منتشر شد. از بازیگران آن می‌توان به شان کانری، لورین براکو، و جوزه ویلکر اشاره کرد.